# 第一銀行押匯弊案
第一銀行押匯弊案為1979年間於台北金融圈所發生的押匯弊案，本案的三名被告於將近30年後終於沉冤得雪，獲得無罪判決確定。本案凸顯出了臺灣司法審判體系的缺失，除間接促成中華民國立法院於2010年4月23日通過《刑事妥速審判法》之外，因其中張國隆、柯芳澤聲請冤獄賠償未果，司法院大法官前後作出釋字第670號、釋字第725號解釋，促使《冤獄賠償法》修改為《刑事補償法》。

## 事件發生
1979年，當時台灣的外匯存底僅約20億美元，但是經過初步調查，此案中第一商業銀行遭到「台運」等公司詐騙的押匯金額高達八百八十萬美元。國庫損失金額之大，震驚台灣。
押匯弊案爆發後，行政院、台灣省政府、中央銀行、財政部交相指飭徹查。司法部門也展開動作，臺灣高等法院檢察處（今臺灣高等檢察署）首席檢察官褚劍鴻指示臺灣臺北地方法院檢察處（今臺灣臺北地方檢察署）首席檢察官石明江主動偵查此案。檢方指揮法務部調查局偵蒐後，事件持續擴大，被限制出境的關係人從五名急遽增加到四十人；此外，台灣塑膠、台灣化學、台灣拉鍊等多家公司也因台運涉嫌惡意倒閉而受害，紛紛提出控告。隨著案情越滾越大，檢調偵蒐證物越來越多，弊情輪廓也越漸明朗，直指第一銀行中山分行濫行核准押匯，而且第一銀行總行疏於監督。
台北地檢處偵辦終結後，將當年擔任第一銀行中山分行副理、襄理的張國隆、柯芳澤、林泰治等人，以其多次利用主管、監督出口押匯等職務之便詐取該行的財務，或以該行資金違法准許押匯圖利，而依貪污罪嫌向臺灣臺北地方法院起訴。

## 歷審判決
本案於1980年1月12日由臺灣臺北地方法院作成第一審判決，判決被告張國隆有期徒刑11年，被告林泰治有期徒刑11年，被告柯芳澤有期徒刑6年。其後經被告上訴，於1981年12月18日由臺灣高等法院作成第二審判決，被告張國隆改判有期徒刑9年，被告林泰治改判有期徒刑7年，被告柯芳澤改判有期徒刑5年。被告繼續上訴，最高法院於1982年11月30日將全案發回更審。其後本案共歷經12次更審，直到2007年8月23日最高法院判決無罪定讞。
| 審次 | 判決日期       | 判決法院         | 案號                           | 判決結果 |
| ---- | -------------- | ---------------- | ------------------------------ | --- |
| 1    | 1980年1月12日  | 臺灣臺北地方法院 | 68年度訴字第890號              | 張國隆：有期徒刑11年 林泰治：有期徒刑11年 柯芳澤：有期徒刑6年 |
| 2    | 1981年12月18日 | 臺灣高等法院     | 69 年度上訴字第521 號          | 張國隆：有期徒刑9年 林泰治：有期徒刑7年 柯芳澤：有期徒刑5年 |
| 3    | 1982年11月30日 | 最高法院         | 71年度台上字第7631 號          | 發回更審 |
| 4    | 1983年5月4日   | 臺灣高等法院     | 71年度上更（一）字第1260 號    | 張國隆：有期徒刑8年 林泰治：有期徒刑6年 柯芳澤：有期徒刑5年 |
| 5    | 1983年12月29日 | 最高法院         | 72年度台上字第7785號           | 發回更審 |
| 6    | 1984年6月7日   | 臺灣高等法院     | 73年度上更（二）字第58 號      | 張國隆：有期徒刑7年 林泰治：有期徒刑5年 柯芳澤：有期徒刑5年 |
| 7    | 1984年8月31日  | 最高法院         | 73年度台上字第456號            | 發回更審 |
| 8    | 1986年9月28日  | 臺灣高等法院     | 73年度重上更（三）字第58 號    | 張國隆：有期徒刑5年 林泰治：有期徒刑5年 柯芳澤：有期徒刑5年 |
| 9    | 1987年1月4日   | 最高法院         | 75年度台上字第7143號           | 發回更審 |
| 10   | 1987年6月22日  | 臺灣高等法院     | 76年度重上更（四）字第11 號    | 張國隆：有期徒刑5年 林泰治：有期徒刑5年 柯芳澤：有期徒刑5年 |
| 11   | 1987年12月1日  | 最高法院         | 76年度台上字第8082號           | 發回更審 |
| 12   | 1988年12月13日 | 臺灣高等法院     | 76年度重上更（五）字第315 號   | 張國隆：有期徒刑5年減刑為有期徒刑3年4個月 林泰治：有期徒刑5年減刑為有期徒刑3年4個月 柯芳澤：有期徒刑3年減刑為有期徒刑2年                                                                                       |
| 13   | 1989年5月11日  | 最高法院         | 78年度台上字第1744號           | 發回更審 |
| 14   | 1989年11月28日 | 臺灣高等法院     | 78年度重上更（六）字第67 號    | 張國隆：有期徒刑5年減刑為有期徒刑3年4個月 林泰治：有期徒刑5年減刑為有期徒刑3年4個月 柯芳澤：有期徒刑6年減刑為有期徒刑4年                                                                                       |
| 15   | 1990年7月26日  | 最高法院         | 79年度台上字第3099號           | 發回更審 |
| 16   | 1990年11月29日 | 臺灣高等法院     | 79年度重上更（七）字第57 號    | 張國隆：有期徒刑5年減刑為有期徒刑3年4個月 林泰治：有期徒刑5年減刑為有期徒刑3年4個月 柯芳澤：有期徒刑3年減刑為有期徒刑2年                                                                                       |
| 17   | 1991年4月11日  | 最高法院         | 80年度台上字第1497號           | 發回更審 |
| 18   | 1992年4月23日  | 臺灣高等法院     | 80年度重上更（八）字第16 號    | 張國隆：有期徒刑5年減刑為有期徒刑3年4個月，再減刑為有期徒刑2年2個月20天 林泰治：有期徒刑5年減刑為有期徒刑3年4個月，再減刑為有期徒刑2年2個月20天 柯芳澤：有期徒刑3年減刑為有期徒刑2年，再減刑為有期徒刑1年4個月 |
| 19   | 1993年2月4日   | 最高法院         | 82年度台上字第420號            | 發回更審 |
| 20   | 1994年3月9日   | 臺灣高等法院     | 82年度重上更（九）字第13 號    | 張國隆：有期徒刑5年減刑為有期徒刑3年4個月，再減刑為有期徒刑2年2個月20天 林泰治：有期徒刑5年減刑為有期徒刑3年4個月，再減刑為有期徒刑2年2個月20天 柯芳澤：有期徒刑3年減刑為有期徒刑2年，再減刑為有期徒刑1年4個月 |
| 21   | 1995年1月26日  | 最高法院         | 84年度台上字第374號            | 發回更審 |
| 22   | 1996年5月22日  | 臺灣高等法院     | 84年度重上更（十）字第8 號     | 張國隆：有期徒刑5年減刑為有期徒刑3年4個月，再減刑為有期徒刑2年2個月20天 林泰治：有期徒刑5年減刑為有期徒刑3年4個月，再減刑為有期徒刑2年2個月20天 柯芳澤：有期徒刑3年減刑為有期徒刑2年，再減刑為有期徒刑1年4個月 |
| 23   | 1997年4月10日  | 最高法院         | 86年度台上字第2045號           | 發回更審 |
| 24   | 1999年10月21日 | 臺灣高等法院     | 86年度重上更（十一）字第100 號 | 張國隆：有期徒刑5年減刑為有期徒刑3年4個月，再減刑為有期徒刑2年2個月20天 林泰治：有期徒刑5年減刑為有期徒刑3年4個月，再減刑為有期徒刑2年2個月20天 柯芳澤：有期徒刑3年減刑為有期徒刑2年，再減刑為有期徒刑1年4個月 |
| 25   | 2003年12月11日 | 最高法院         | 92年度台上字第6989號           | 發回更審 |
| 26   | 2005年11月9日  | 臺灣高等法院     | 92年度重上更（十二）字第232 號 | 被告三人均無罪 |
| 27   | 2007年8月23日  | 最高法院         | 96年度台上字第4591號           | 無罪定讞 |

## 參照
1. ↑  .   [2013-08-03]. （原始内容存档于2016-03-04）.
2. ↑   (PDF). 中華民國監察院.   [2013-08-03]. （原始内容 (PDF)存档于2016-03-04）.

## 外部連結
- 流浪法庭30年（《司法無邊》增訂本） （页面存档备份，存于）